# Thrasychirus modestus
Thrasychirus modestus is een hooiwagen uit de familie Neopilionidae.